# Кибяков, Алексей Васильевич
Алексе́й Васи́льевич Кибяко́в (27 сентября 1899, с. Шаморбаши — 30 мая 1985) — советский физиолог. Профессор, доктор медицинских наук, член-корреспондент Академии медицинских наук СССР (1948).

## Биография
Родился в селе Шаморбаши Мамадышского уезда Казанской губернии. В 1927 году окончил медицинский факультет Казанского государственного университета.
Заведующий кафедрой нормальной физиологии Казанского медицинского института (1948—1953), директор Биологического института Казанского филиала Академии наук СССР (1949—1953).
В 1956 году переехал в Ленинград, заведующий кафедрой нормальной физиологии 1-го Ленинградского медицинского института (1956—1974).
Умер в 1985 году. Похоронен на Николо-Архангельском кладбище.

## Научная деятельность
Выдающийся представитель Казанской физиологической школы, ученик Н. А. Миславского и А. Ф. Самойлова. Развивая идеи своих учителей, впервые в мире (1933) показал, что медиаторы передают возбуждения в межнейрональных синапсах, а также являются трофическими агентами, участвующими в регуляции функционального состояния иннервируемого органа и самого синаптического аппарата за счет воздействия на метаболические процессы. Им было установлено, что в биосинтезе основного медиатора симпатической нервной системы норадреналина важную роль играет гормональная функция мозгового слоя надпочечников, а синтез ацетилхолина связан с гормональной активностью поджелудочной железы. Эти исследования были обобщены А. В. Кибяковым в монографиях «О природе регуляторного влияния синаптической нервной системы» (Казань, 1949) и «Химическая передача возбуждения» (М.-Л., 1964), а также в книге «Рассказы о медиаторах» (М., 1978).
Под руководством А. В. Кибякова защищено более 46 кандидатских и 16 докторских диссертаций. Многие его ученики возглавили кафедры физиологии в Казани и других городах: А. Д. Курмаев, И. В. Сенкевич, И. Н. Волкова, X. С. Хамитов, Л. Н. Зефиров (Казань), Р. С. Орлов (Ленинград), 3. В. Уразаева (Барнаул), В. В. Михайлов (Саратов), А. А. Узбеков (Караганда), Н. Г. Богданов (Москва).

## Награды и премии
Премия АН СССР им. И. П. Павлова (1944).

## Награды
Награждён двумя орденами Трудового Красного знамени, медалями.